# Tétouan
Tétouan (Tifinagh: ⵜⵉⵟⵟⴰⵡⵉⵏ Tiṭṭawin, tiếng Ả Rập: تطوان, tiếng Tây Ban Nha: Tetuán, tiếng Pháp: Tétouan) là một thành phố ở bắc Maroc. Tên Berber của thành phố có nghĩa đen là "những con mắt" và nghĩa bóng là "những suối nước". Tétouan là một trong hai thành phố cảng chính của Maroc trong vùng Địa Trung Hải. Nó nằm gần eo biển Gibraltar, và cách Tangier khoảng 60 km (40 mi). Theo điều tra dân số năm 2014, thành phố có 380.787 dân. Sân bay dân sự của Tétouan (sân bay Sania Ramel) nằm cách thành phố 6 km (4 mi) về phía đông. Medina (phố cổ) của Tétouan là một di sản thế giới được UNESCO công nhận.